# 小行星6239
小行星6239（英語：6239 Minos）是一颗围绕太阳公转的小行星。1989年8月31日，卡罗琳·舒梅克、尤金·舒梅克在帕洛马山发现了此天体。
这颗小行星的绝对星等为239.6675840943223等。